# Federación de Estudiantes de la Universidad de Costa Rica
La Federación de Estudiantes de la Universidad de Costa Rica (FEUCR) es un ente federativo universitario que agrupa a todas las asociaciones de estudiantes de todas las carreras y sedes y recintos regionales de la Universidad de Costa Rica y es la mayor entidad estudiantil del país siendo, la UCR, la universidad con mayor número de estudiantes. Su estructura está conformada por órganos de carácter político (Asociaciones Estudiantiles, Consejo Superior Estudiantil y Directorio de la Federación) así como por órganos técnico-administrativos (Tribunal Electoral Estudiantil Universitario, Contraloría Estudiantil, Defensoría Estudiantil Universitaria, Frente Ecologista Universitario, Editorial Estudiantil, Secretaría de Finanzas y Procuraduría Estudiantil Universitaria), y por otra serie de instancias y consejos. La FEUCR goza de autonomía administrativa, funcional, financiera, de gobierno y organizativa y se rige a través de un estatuto orgánico y demás normativa federativa o asociativa.

## Historia
Fue fundada oficialmente el 28 de septiembre de 1953 cuando el Consejo Universitario Estudiantil decide constituir la Federación de Estudiantes, si bien ya previamente el Consejo Universitario había reconocido agrupaciones del movimiento estudiantil en las facultades de Bellas Artes, Farmacia y Agronomía desde 1941.
La FEUCR ha participado de distintas movilizaciones sociales y estudiantiles, siendo una de las primeras y más emblemáticas las protestas contra ALCOA que movilizaron casi todo el país en los años setenta bajo la administración del presidente José Joaquín Trejos Fernández. En aquel momento el presidente de la FEUCR era Alberto Salom, futuro regidor capitalino, diputado y rector de la Universidad Nacional. La FEUCR también participó intensamente en las luchas contra el llamado "Combo ICE", un paquete de leyes aprobado en la Asamblea Legislativa que buscaba privatizar las telecomunicaciones, durante la administración Rodríguez. La presidenta en aquel momento era la entonces estudiante de psicología Eva Carazo (sin parentesco con el expresidente). Ambas iniciativas; ALCOA y Combo ICE fueron detenidas y rechazadas en segundo debate o retiradas por el ejecutivo. La oposición a ALCOA nace precisamente de un congreso estudiantil presidido por la FEUCR. Fue también uno de los movimientos sociales opositores al Tratado de Libre Comercio con Estados Unidos que fue finalmente aprobado mediante referéndum.
En las más recientes elecciones federativas resultó ganador el partido Integra, además del Consejo Universitario I de Integra y el Consejo Universitario II electo por Integra.

## Partidos y movimientos universitarios
Los partidos estudiantiles son organizaciones o movimientos políticos estudiantiles creados a lo interno de la Universidad de Costa Rica. Usualmente se les conforma con la finalidad de participar en los procesos electorales internos como lo son la escogencia de los integrantes del Directorio de la Federación de Estudiantes de la Universidad de Costa Rica y los representantes estudiantiles ante el Consejo Académico y el Consejo Superior Estudiantil. Su formación y funcionamiento está regulado por el Tribunal Electoral Estudiantil Universitario o TEEU.

## Actuales

### Reforma Estudiantil
Reforma Estudiantil obtiene su inscripción en julio de 2024, bajo el liderazgo de Emanuel Jiménez Carvajal, estudiante de Administración Pública. 

### Alternativa
Alternativa obtuvo la mayoría de los votos en primera ronda (39%) y los dos escaños estudiantiles de representación ante el Consejo Universitario, pero por no conseguir el mínimo requerido debió ir a segunda ronda contra la papeleta de Progre, en donde ganó obteniendo el 65% de los votos.
Durante su gestión en el 2015, Alternativa participa en la organización de la visita de figuras de la política americana como los expresidentes José Mujica, Manuel Zelaya y la filósofa estadounidense Judith Butler.
Para las siguientes elecciones de 2015, obtiene solamente el 27% de los votos, quedando en segundo lugar muy por detrás de la papeleta de Progre y sin escaños en el Consejo Universitario.

### ¡Ya Basta!
¡Ya Basta! participó por primera vez en las elecciones estudiantiles de 2012 para la elección del directorio de la Federación de Estudiantes de la Universidad de Costa Rica obteniendo 8%, en las elecciones de 2013 obtuvo 9%, en las de 2014 cosechó 4% y en las de 2015 el 6% en todos los casos siendo la opción menos votada. Su candidato a presidente de la FEUCR en 2014 fue Deby Calderón, estudiante de sociología y trabajo social.
Obtuvo 1 de los 15 escaños que los partidos políticos ocupan en el Consejo Superior Estudiantil, el cual fue ocupado por Deby Calderón en la titularidad y Josué Arévalo (excandidato a vicepresidente) en la suplencia, sin embargo, debido a ausencias a las sesiones perdieron su derecho al voto de acuerdo con el Estatuto Orgánico de la Federación de Estudiantes de la Universidad de Costa Rica.[cita requerida] Participaron en coalición junto al partido Convergencia en las elecciones estudiantiles de 2016, obteniendo el 23% de los votos, por debajo de las otras dos opciones.

## Históricos

### Integra
El partido federativo Integra obtiene su inscripción en el año 2021, siendo su primera papeleta liderada por Ana José "Pepi" Corrella, estudiante de Agroalimentarias a la presidencia, Susan Vargas candidatura al Consejo Universitarios 1, estudiante de Artes Dramáticas e Ingeniería Química y al Consejo Universitario 2 se presentó la candidatura de Erick Cubillo Valerín. 
No fue hasta el 2022 cuando Integra logró su primer puesto de representación, gracias a Natasha García Silva, estudiante de la carrera de Dirección de Empresas, quien logró captar el 24.32% de los votos y de esta manera obtuvo el puesto de Consejo Universitario 2 en el periodo comprendido del 1 de enero de 2023 al 31 de diciembre del 2023. 
Y fue hasta en las elecciones por el directorio 2023-2024 cuando Integra gana las elecciones por el directorio, logrando el 57,86% de los votos, liderando la papeleta  Valentina Palacio Mora estudiante de Sociología y Ciencias Políticas, de igual manera logran los dos puestos en el Consejo Universitario con Noelia Solís Maroto estudiante de la carrera de Derecho y Samuel Víquez Rodríguez estudiante de la carrera de Topografía.
En 2025, el TEEU desinscribió al Partido Integra a partir de un proceso disciplinario que se abrió en contra de la agrupación por más de 150 denuncias presentadas a finales de octubre e inicios de noviembre del año 2024. En estas se denunciaba el uso de medios de comunicación personales de estudiantes para hacer propaganda a favor de Integra durante las elecciones federativas del 2024. Ante esto, la fiscalía resolvió primeramente que Integra había cometido una falta leve debido a “la alteración al orden y la tranquilidad del proceso electoral” que después fue recalificada como falta muy grave y probó la reiteración de esta.

### Abran Paso
Partido universitario vinculado a la Juventud Revolucionaria (PRT), participó en la elección del 2013 y para el 2014 realizó campaña para que se votara por cualquier partido, excepto por Progre.

### Estamos Todos
Estamos Todos o ET fue un partido universitario que se definía a sí mismo como de derecha. Al negársele la inscripción por parte del TEEU a raíz de supuestamente carecer de requisitos, el partido interpuso una demanda ante el Juzgado Contencioso Administrativo que detuvo las elecciones estudiantiles de 2017. A raíz de esto la elección del nuevo Directorio debió ser designada por el Consejo al vencerse el período. El partido postulo a Daniel Vargas de Administración de Negocios para la presidencia de la FEUCR en 2018.

### Gente U
Varias figuras políticas de la actualidad costarricense tuvieron su origen en el partido Gente U.  Entre estas se puede destacar a José María Villalta Flórez-Estrada, que fue representante estudiantil ante el Consejo Universitario entre 1998 y 2000, Diputado de la República entre 2010 y 2014 y candidato presidencial del partido Frente Amplio en 2014 y 2022, así como a Alberto Cortés Ramos, presidente de la FEUCR entre 1991 y 1992, exrepresentante de Costa Rica ante el Banco Centroamericano de Integración Económica durante el Gobierno de Luis Guillermo Solís Rivera, exdirector del Consejo Universitario de la Universidad de Costa Rica y actualmente docente en la misma casa de estudios. Además, se puede mencionar a Eva Carazo Vargas,  primera mujer en Costa Rica y América Central en ser electa como presidenta de la FEUCR ( período 1998-2000), y candidata a Diputada en 2010. Y a Juan Carlos Mendoza García.

### Juntos
Fue por un tiempo el tercer partido en número de votos de la FEUCR, quedó en tercer lugar en las elecciones de 2010, 2011 y 2012. En la última elección obtuvo 14% de los votos. No postuló nuevos candidatos en las elecciones de 2013.
El partido fue fundado en el 2009 como fuerza de oposición al movimiento trotskista universitario Convergencia, logrando el segundo lugar. En esas elecciones consiguió 2533 votos de 7.420 (36.74%) frente a los 3.412 votos (48.3%) de Convergencia. Para las elecciones siguientes del año 2010 la aparición del partido centro-izquierdista Progre (que ganó las elecciones con 33% de los votos) lo relegó al tercer lugar con 27% por debajo del 30% obtenido por Iniciativa (coalición Convergencia-Voz Alternativa). Para las elecciones del 2012 también quedó en tercer lugar después de Progre y Convergencia obteniendo 1505 votos (14%) seguido del partido Alternativa con 1245 votos (12%) y la alianza PRT-Partido Verde de ¡Ya Basta! que tuvo 853 votos (8%).[cita requerida]
Algunos miembros de Juntos han sido asociados con el Partido Liberación Nacional, si bien estos aseguran mantener la independencia como movimiento estudiantil. El candidato a presidente de la FEUCR para las elecciones estudiantiles del 2012 y futuro diputado, Gustavo Viales, describió a su partido como de "centro reformista" en una entrevista para el periódico universitario Semanario Universidad no obstante otros opinan que el partido se encuadra en la derecha.

### Convergencia
Fundado a raíz del Movimiento al Socialismo (MAS) como rama estudiantil ganó el directorio de la FEUCR en siete ocasiones consecutivas durante las elecciones federativas. 
En el 2010 cambia el nombre temporalmente por Gente U y, al lado del partido Voz Alternativa, formaron la coalición Iniciativa que perdió frente a Progre por primera vez en muchas elecciones. En aquel momento su candidato a presidente era el estudiante de sociología Jorge Andrés Quesada, quien perdió ante el candidato de Progre, Mariano Salas.
En abril del 2012 organizó un congreso nacional de estudiantes, que recibió duras críticas por supuesto verticalismo. Para las siguientes elecciones, las del 2012, postularon como presidenta a la hermana de Hernández, Priscilla Hernández. En estas elecciones Convergencia obtuvo 2973 votos (28%) perdiendo tanto en primera como en segunda ronda ante Progre que consiguió el 56% en balotaje. En las subsiguientes elecciones de 2013 quedó en segundo lugar con 33% de los votos perdiendo ante el partido Progre.
En la elección del 2013 es la primera vez que no obtienen representación ante el Consejo Universitario, pues Progre gana los dos puestos estudiantiles. En la elección 2014 quedan de nuevo sin representación en el Consejo Universitario y además quedan de tercer lugar en la elección del Directorio de la FEUCR
Para las elecciones estudiantiles de 2016]forma una coalición junto a otras fuerzas trotksistas; ¡Ya Basta! y Organízate, quedando en tercer lugar de tres en dichas justas con 23% de los votos.

### Progre
El partido fue fundado en el 2010 por una alianza de estudiantes militantes de los partidos Acción Ciudadana, Alianza Patriótica y Frente Amplio, así como independientes y sin partido político.
Para las elecciones estudiantiles del 2012 recuperaron el directorio de la Federación ganando tanto en primera ronda como en segunda ronda donde Progre obtuvo 56% de los votos frente a Convergencia que obtuvo 37% resultando electo el directorio propuesto por Progre y una de los dos representantes ante el Consejo Universitario. Obteniendo la presidencia de la FEUCR el estudiante y refugiado colombiano Camilo Saldarriaga (primer extranjero en presidir la FEUCR)
En las elecciones de 2013 obtuvo la victoria en primera ronda con 44% de los votos y las dos representaciones ante el Consejo Universitario, quedando electo Alejandro Madrigal para la presidencia, mientras Tamara Gómez y Michael Valverde ocuparon las representaciones ante el Consejo Universitario.
En el año 2014 Progre realiza su primera convención interna para elegir candidato a la presidencia, donde participan Víctor Barquero (Economía y Dirección de Empresas), Luis Paulino Siles (Derecho) y Marlene Rodríguez (Enfermería y Filosofía). La convención la gana Barquero, esto provoca la salida de un grupo importante de personas (incluida Rodríguez) del partido y la posterior adhesión de algunos de ellos a Alternativa.
Para el 2016 Progre tiene por primera vez una mujer como candidata a la presidencia: Sofía Álvarez.

### U!Factorial
U!Factorial es el partido universitario ganador de las elecciones estudiantiles de 2021. Obtuvo el Directorio del ente federativo postulando a la presidencia a Jessenia Jiménez Calderón, primera madre en ser presidenta de la FEUCR y estudiante de Sociología y Psicología, así como obtuvieron uno de los representantes ante el Consejo Universitario, con la estudiante Maité Álvarez Valverde de Ingeniería Civil con 1509 votos, siendo así la candidata más votada (incluso con más votos que el mismo Directorio Electo). Jiménez venció por sobre las cantidatas Priscila Acuña Chaves de Alternativa y María Fernanda Quirós Moya de Organizate con 47,11% (1.406) de los votos por sobre 46,64% (1.397) y 6,25% (202). La victoria de U!Factorial fue polémica por cuanto inmediatamente fue celebrada por diputados del Partido Liberación Nacional que incluso fueron descritos como «nuestros muchachos de la Juventud PLN». Aunque Jiménez negó que la militancia fuese a influir en su gestión. Esta sería la primera vez que un grupo afín al PLN obtiene el mando de la FEUCR desde 2004.